# Enacrosoma
Enacrosoma es un género de arañas araneomorfas de la familia Araneidae. Se encuentra desde México a Sudamérica.

## Lista de especies
Según The World Spider Catalog 12.0:
- Enacrosoma anomalum (Taczanowski, 1873)
- Enacrosoma decemtuberculatum (O. Pickard-Cambridge, 1890)
- Enacrosoma frenca Levi, 1996
- Enacrosoma javium Levi, 1996
- Enacrosoma multilobatum (Simon, 1897)
- Enacrosoma quizarra Levi, 1996
- †Enacrosoma verrucosa (Wunderlich, 1988)